# Минэки, Тоитиро
Тоитиро Минэки (яп. 峯木 十一郎 Минэки Тоитиро:, 11 июня 1894 — 21 октября 1970) — японский военный деятель, генерал-лейтенант (1945).

## Биография
Родился в селе Мураками в префектуре Ниигата шестым сыном в семье. В мае 1916 года окончил Военную академию.
- 1937 — в звании подполковника работал преподавателем-инструктором военного колледжа
- 1938 — 15 июля присвоено звание полковника
- 1938 — с 19 сентября в штабе 21-й армии
- 1939 — с 31 января командир 27-го резервного полка, а с 9 марта командует 221-м полком
- 1940 — с 1 августа начальник штаба 54-й дивизии
- 1941 — 15 октября ему присвоено звание генерал-майора, с 24 октября возглавляет гарнизон Хоккай
- 1943 — с 13 августа в штаб-квартире 27-го резервного полка; 1 октября принял командование пехотной группой 7-й пехотной дивизии на Карафуто

- 1944 — с 1 марта командир 4-й морской подвижной (моторизованной) бригадой, с 27 ноября командует смешанной бригадой Карафуто
- 1945 — 1 марта присвоено звание генерал-лейтенанта, а 19 марта принял командование 88-й дивизией, противостоявшей советским войскам во время Южно-Сахалинской операции. 25 августа вместе со своими войсками сдался в плен, в котором находился до 1950 года[1].

В 1950 году был арестован, приговорён постановлением Президиума Верховного Суда СССР от 27 сентября 1950 года по ст.ст. 58-6, 58-9, 58-4 УК РСФСР к высшей мере (расстрел), которая была заменена 20 годами лишения свободы в исправительно-трудовых лагерях. В декабре 1956 года освобождён и затем вернулся в Японию, где умер 21 октября 1970 года. По заключению Военной Прокуратуры Дальневосточного военного округа 3 ноября 1997 года был реабилитирован.
Военная прокуратура Восточного военного округа в письме от 11 февраля 2021 года сообщила, что реабилитация Тоитиро Минэки была проведена без обращения в суд — только по заключению прокурора. Причиной реабилитации стало то, что Минэки совершил вмененные ему деяния вне пределов СССР и потому не был подсуден советскому суду за контрреволюционные преступления:

Установлено, что в соответствии с заключением, утвержденным 03.11.1997 военным прокурором Дальневосточного военного округа, Минэки Тоичиро признан привлеченным к уголовной ответственности по политическим мотивам и реабилитированным.
Из материалов уголовного дела следует, что судебными инстанциями Минэки Тоичиро признан виновным в совершении ряда контрреволюционных преступлений, предусмотренных главой 1 Особенной части Уголовного кодекса РСФСР в редакции 1926 года (далее — УК РСФСР), совершенных в довоенное время на территории Китая, а также Южном Сахалине, входившим в инкриминируемый период в состав Японии.
Вместе с тем на него, как на иностранца, находящегося в период совершения вмененных преступлений за пределами территории СССР, действия советских законов не распространялись и, с учетом положений раздела 2 УК РСФСР (Пределы действия уголовного кодекса), он привлечению к уголовной ответственности по законам СССР не подлежал.

…решение о реабилитации Минэки Тоичиро принято в военной прокуратуре Дальневосточного военного округа в соответствии с требованиями статьи 8 Закона Российской Федерации «О реабилитации жертв политических репрессий», поскольку для пересмотра дела в судебном порядке передаются уголовные дела только с заключением прокурора об отказе в реабилитации, составленном по результатам заявления заинтересованного лица или общественной организации.